# Concha Acústica Helena Meirelles
O Concha Acústica Helena Meirelles é um espaço localizado em Campo Grande. Seu nome é em homenagem a violeira sul-mato-grossense Helena Meirelles.
A Concha Acústica é um dos mais novos espaços culturais de Campo Grande. O prédio foi entregue no dia 11 de outubro de 2003 e sua estrutura foi planejado para que uma pessoa possa ser ouvida num raio de 30 metros sem elevar a voz. O local é administrado pela Gerência de Difusão e Desenvolvimento de Projetos Culturais da FCMS.
A Concha está localizada no Parque das Nações Indígenas, ao lado 
do Museu de Arte Contemporânea.

## Dependencias
- Auditório para 1050 pessoas
- Teatro de Arena com 450 lugares
- Sanitários
- Três camarins (dois no subsolo, que funcionarão também como salas de música e um na superfície com adaptação para paraplégicos)
- Dependências administrativas.